# Autel de la Patrie de Thionville
L'autel de la Patrie de Thionville est un autel de la patrie situé sur la commune française de Thionville, dans le département de la Moselle. Il est classé aux monuments historiques depuis 1995. C'est l'un des rares autels de la Patrie ayant survécu  au Premier Empire.

## Description
Il s’agit d’une colonne en calcaire jaune de style néo-classique portant le symbole déiste et maçonnique d’un œil
entouré de rayons symbolisant la connaissance et l’inscription : « Érigé à la mémoire de la Révolution et des conquêtes du peuple français, le 1er vendémiaire an V ».

## Histoire
Voici comment l’inauguration de ce monument a été rapportée au député Merlin de Thionville :

« Thionville, 3 pluviôse an V (22 janvier 98).
Je n’attendrai pas, mon cher représentant, la réponse à ma dernière pour vous donner des nouvelles de la commune où vous avez reçu le jour. Le 30 du mois dernier nous avons célébré la fête de la paix d’une manière aussi distinguée que républicaine. Malgré mon peu de mémoire, je vais essayer de vous donner quelques détails.
Le citoyen Mangin, architecte et adjoint du génie, avait ordonné la fête. Elle fut annoncée la veille par le bruit du canon et le son des cloches, qui se firent encore entendre le lendemain matin. Dès les dix ou onze heures les troupes se mirent sous les armes ; l’on avait nettoyé les rues, et l’on avait dressé sur la place du marché un autel à la patrie.
À midi, on sortit de la maison commune d’une manière processionnelle pour se rendre d’abord à l’autel, en passant par votre rue. La marche commençait par la gendarmerie et une pyramide chargée d’inscriptions analogues à la circonstance. Derrière la pyramide marchait un groupe des anciens défenseurs, honorés de blessures reçues en défendant la patrie.
Venaient ensuite vingt-quatre nymphes vêtues de blanc qui chantaient les hymnes patriotiques chéris des Français. Elles précédaient un char à l’antique, blanc, mais orné des trois couleurs, traîné par trois chevaux caparaçonnés de même, lequel portait deux déesses, l’une de la paix, je ne me rappelle pas la dénomination de l’autre.
Après ce char marchait l’état-major, suivi d’un piquet de dragons à cheval, ensuite la municipalité et autres employés des administrations. À quelque distance, un piquet de dragons à pied et une brigade à cheval terminaient la marche. Vous concevez que ce cortège était encadré dans deux files d’hommes sous les armes.
Parvenue à l’autel, la municipalité monta sur l’amphithéâtre avec les chefs militaires et les deux déesses. Bientôt après, l’on vit monter trois sages-femmes portant chacune une enfant femelle dont une fille était accouchée la nuit précédente et que l’on dit issues d’un dragon. Les parrains et marraines montèrent pour nommer ces enfants ; après quoi le président Dinot fit deux discours ou un discours en deux points, dont je ne puis parler, parce que je ne l’ai point entendu. Des gens plus voisins que moi prétendent que c’est la faute du lecteur. Le discours fini, ainsi que les cris mille fois répétés, ou même pendant ces cris, l’une des déesses couronna les chefs militaires et l’autre leur donna des branches de laurier. »

En 1948, les deux médailles et la citation de la Légion d'honneur (1920) et la croix de guerre (1948), « Thionville a bien mérité de la patrie » ont été rajoutées au monument classé aux monuments historiques depuis 1995.